# سنجش تراکم استخوان
سنجش تراکم استخوان (به انگلیسی: Bone Mineral Densitometry) یا به اختصار BMD روش متداول برای سنجش مقدار تراکم استخوان‌های بدن است. در این روش که مقدار وزن مواد معدنی استخوان رادر هر سانتی‌متر مکعب اندازه می‌گیرند یک معیار نسبی از مواد معدنی استخوان را بدست می‌دهد ولی چگالی واقعی استخوان سنجیده نمی‌شود. کاربرد بالینی آن برای اندازه‌گیری غیر مستقیم از مقدار پوکی استخوان بیمار می‌باشد .

## پوکی استخوان
پوکی استخوان علت اصلی شکستگی‌های مفصل ران و لگن در خانم‌های بالای ۶۵ سال است. مرگ و میر و عوارض ناشی از این شکستگی‌ها و مخارج درمان آن‌ها از مشکلات عمده کشور هاست. تشخیص به موقع و پیشگیری از پیشرفت آن هدف عمده طب سالمندان است.

## موارد استفاده

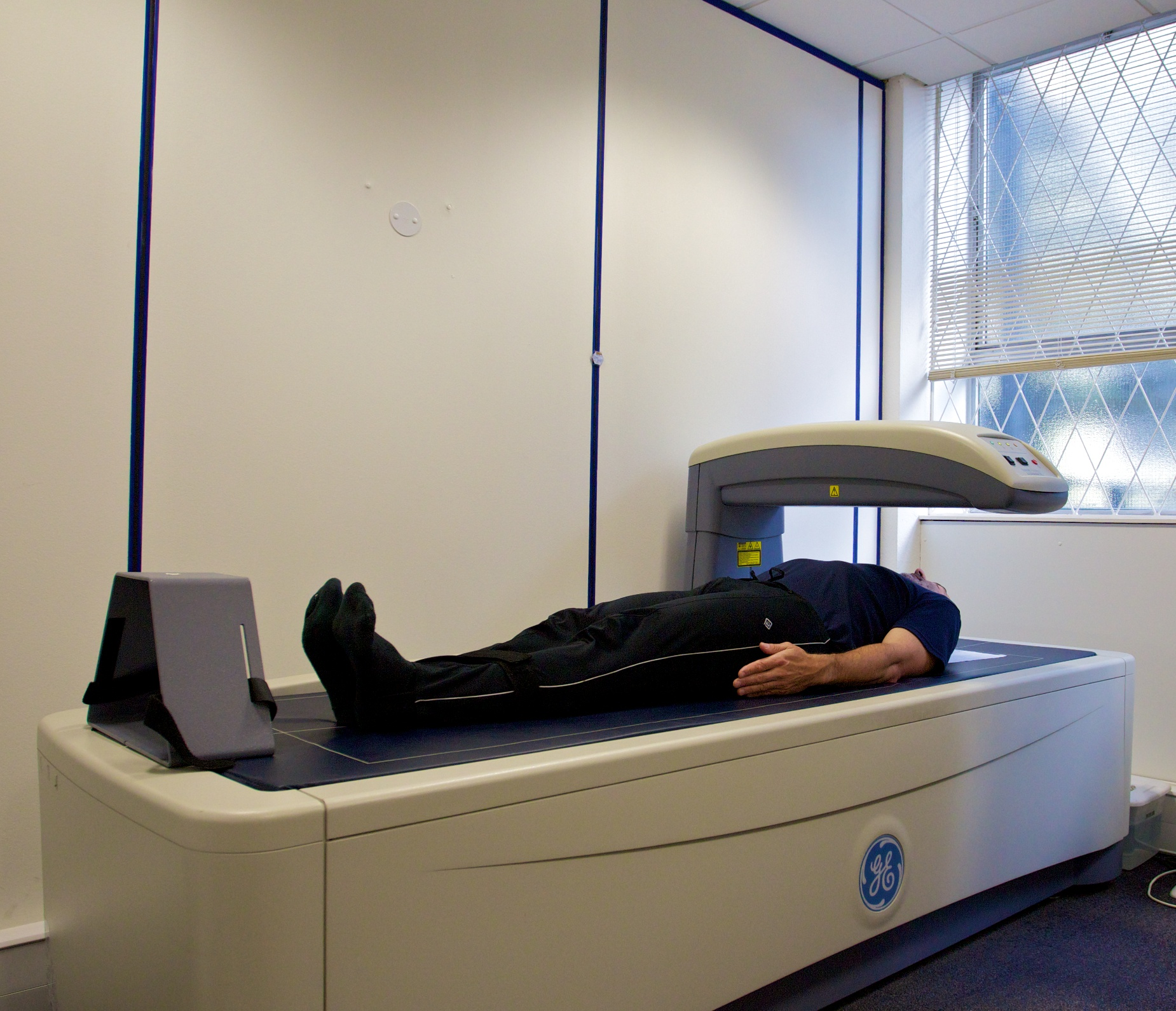
پویشگر DEXA

هرچند مقدار پرتو ایکس که در این روش بکار می‌رود بسیار ناچیز است، ولی انجام سنجش تراکم استخوان در اشخاص سالم توصیه نمی‌گردد. افرادی که دارای عوامل خطر (Risk Factor) برای پوکی استخوان و شکستگی ناشی از آن هستند، برای انجام این آزمایش مناسب می‌باشند. این افراد می‌توانند شامل موارد زیر باشند:
- خانم‌ها بالای سن ۶۵ و آقایان بالای سن ۷۰
- افرادی که به هر علت داروهای کورتیکواستروئیدی مصرف می‌کنند.
- افرادی که ستون مهره‌های غیرطبیعی دارند.
- بیمارانی که داروهای پوک‌کننده استخوان مصرف می‌کنند.
- بیماران دچار پرکاری پاراتیروئید اولیه.
- افراد بالای سن ۵۰ در شرایط زیر:
  - درصورتیکه شکستگی قبلی داشته‌اند.
  - بیماری آرتریت روماتوئید داشته باشند.
  - والدین آن‌ها شکستگی مفصل ران داشته باشند.
  - افراد بسیار لاغر.[۳]

## روش کار
هرچند روش‌های مختلفی برای سنجش تراکم استخوان وجود دارد، اما روش متداول امروزه روش غیر تهاجمی و ساده Dual-energy X-ray absorptiometry یا DEXA است که در این روش ناحیه ستون فقرات کمری و لگن مورد ارزیابی قرارداده می‌شود و با معیارهای استاندارد شده سنجیده و با نمونه‌های طبیعی مقایسه می‌گردد.

## معیارها

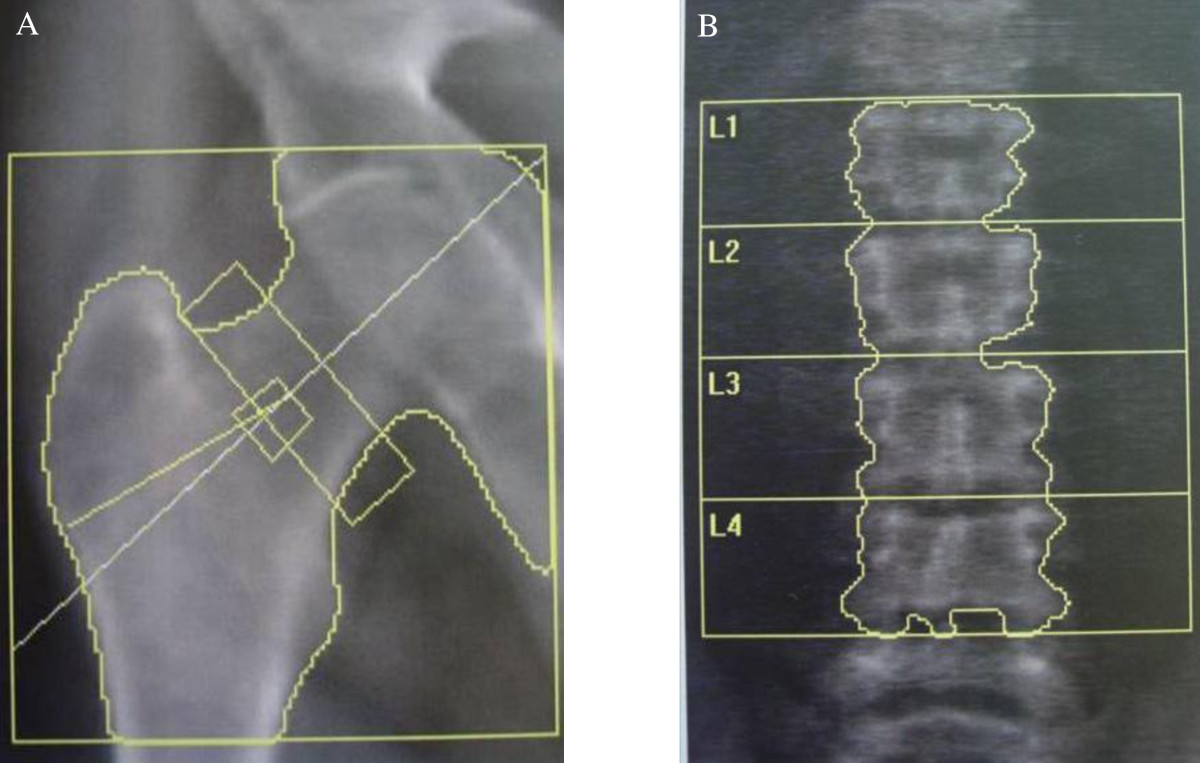
تصویر حاصل از سنجش

به‌طور عمده سه عامل سنجیده می‌شود که با معیارهای مشخصی گزارش می‌شود:
- مقدار تراکم برحسب gr/cm2.
- معیار T یا T-score که مقدار انحراف معیار بالا و پائینمیانگین بیمار با مقایسه با شخص سالم ۳۰ ساله در همان جنس است.
- معیار Z یا Z-score که مقدار انحراف معیار بالا و پائین میانگین برای خود بیمار برحسب سن و جنس است.

برطبق ضوابط سازمان بهداشت جهانی معیار T بیشتر از ۱− حالت طبیعی محسوب می‌شود و بین ۱− و ۲٫۵− دلیل استئوپنی و کمتر از ۲٫۵− دلیل پوکی استخوان است (در این حالت تراکم استخوان برابر با ۲٫۵ انحراف معیار زیر میانگین یک جوان ۳۰ ساله مرد یا زن است).

## محدودیت کاربردی
موارد متعددی می‌تواند روی نتیجه آزمایش تاَثیر گذارد مانند چاقی و لاغری شخص، وجود شکستگی‌های قبلی در ستون فقرات و مهره‌ها، و عدم وجود استاندارد برای سن‌های پائین.